# Rhynchospora racemosa
Rhynchospora racemosa là loài thực vật có hoa trong họ Cói. Loài này được C.Wright ex Sauvalle miêu tả khoa học đầu tiên năm 1871.